# TV Mulher
TV Mulher é um programa de televisão voltado para o público feminino, inicialmente produzido e exibido pela TV Globo entre os anos de 1980 e 1986 e teve uma nova versão produzida e exibida pelo Canal Viva em 2016. Em sua primeira versão era levado ao ar à manhã, de segunda a sexta-feira, a partir das 8 horas, e teve diversos tempos de duração, quadros e apresentadores ao longo de sua trajetória; com Eduardo Mascarenhas, Leiloca, sob direção de Nilton Travesso e teve como "madrinha" Elis Regina.

## Produção
A composição mais marcante de equipe do TV Mulher é a primeira, com Marília Gabriela, Ney Gonçalves Dias, Ala Szerman,  Fanny Abramovich, Xênia Bier, Marta Suplicy e Clodovil Hernandez e com a participação de Zora Yonara. Algumas capitais brasileiras tinham quadros locais. No Rio Grande do Sul, pela TV Gaúcha (hoje RBS TV), os apresentadores eram Balala Campos e José Paulo Bisol. Nos últimos meses, assumiu o programa a apresentadora Maria do Carmo Bueno.
Entre os apresentadores, também passaram pelo programa nomes como César Filho, Amália Rocha, Irene Ravache , Esther Góes e Marilu Torres.
O editor/chefe de Jornalismo do TV Mulher no Rio era Acyr Fonseca e os quadros "Comportamento" com Eduardo Mascarenhas, Astrologia com Leiloca, "Moda Mulher" no Rio com Amália Rocha ( antes de assumir a bancada com Cesar Filho) e "Claquete" com Hildegard Angel. Dirigidos e editados por Cesar Miranda Ribeiro e produzidos por Elaine Salles.
Após várias reformulações  teve como último Diretor Régis Cardoso e como produtor Mariano Gatti. O programa foi substituído nas manhãs globais pelo infantil Xou da Xuxa, apresentado por Xuxa. Por um curto período Marilia Gabriela apresentou o programa "Show dos Shows" no horário das 12 h, aonde tinha entrevistas interessantes e com Hildegard Angel e Arthur da Távola como comentarista. Anos mais tarde a Record colocou no ar o Hoje em Dia, programa inspirado no TV Mulher e nos programas da manhã das três emissoras americanas ABC, NBC e CBS.

## Formato
Uma parte do programa apresentava compactos de telenovelas da emissora, a exemplo da sessão Vale a Pena Ver de Novo, que ia ao ar à tarde. Entre as reprises dentro do TV Mulher, Irmãos Coragem, Ciranda de Pedra, Chega Mais e Escrava Isaura.
A abertura do programa mostrava os bastidores de uma central técnica da Globo em São Paulo, com apenas mulheres no controle, embalado pelo som da música "Cor-de-rosa Choque", composta pela cantora Rita Lee.

## Críticas e controvérsias
Um momento histórico se deu quando o apresentador Ney Gonçalves Dias, empolgado durante um comentário, acidentalmente acertou o pé direito da mesa, com sua perna, o que fez com que se movesse um pouco, quase a derrubando. Ainda falando, Ney tentou reajustar o pé da mesa, mas acabou derrubando-a e caindo junto, tudo ao vivo.
Em plena ditadura militar, em um Brasil ainda dominado pelo conservadorismo, a sexóloga Marta Suplicy sofreu muitos protestos por falar, em pleno dia, sobre orgasmo feminino e por repetir a palavra vagina. Um dos grupos foi as Senhoras de Santana que exigiu a retirada do ar o quadro da sexóloga.
Outro momento que marcou o programa foi protagonizado por Xenia Bier, mas de modo mais teatral - ela invadiu o cenário da apresentadora Marília Gabriela e jogou moedas nela, citando Jesus Cristo em seu gesto contra os filisteus.
Também marcou a história do programa o apresentador Clodovil resolver abandonar o programa em pleno ar, protestando contra a apresentadora Marília Gabriela. Ney Galvão viria substituí-lo como "costureiro" do programa.

## Nova versão
Em fevereiro de 2016, 30 anos após o fim do programa o Canal Viva lançou um reboot de dez episódios da atração com sua apresentadora original Marília Gabriela sob direção de Jorge Espirito Santo  A musica-tema foi regravada por Arnaldo Antunes e Tulipa Ruiz e terá como colunistas Ronaldo Fraga Fernanda Young Flávia Oliveira Gabriela Mansur Ivan Martins e Regina Navarro Lins